# Me llaman Lolita
Me llaman Lolita fue una telenovela colombiana emitida por RCN en 1999. Fue escrita por Juan Manuel Cáceres. Sus actores protagónicos: Marcelo Cezán, Carla Giraldo y Manuela González, las cuales compartían el mismo personaje y con la participación antagónica de Marcela Gallego. La historia se enfoca en una hermosa niña, Lolita, perdidamente enamorada de un hombre mayor que ella, Esteban, a pesar de que se sospechara de que él podría ser su padre.

## Sinopsis
Narra la historia de una niña quien desde antes de nacer se enamora de Esteban Buenahora, empleado de confianza de Rigoberto Rengifo, destacado comerciante en el negocio de los electrodomésticos en la apartada y calurosa ciudad de San Ventura. Todo comienza el día en que Lolita, estando aún en el vientre de Dolores, descubre a Esteban y se enamora de él. Dolores no sabe por qué, pero siente la imperiosa necesidad de seguirlo con su enorme barriga y con la mirada, los chismes empiezan, y Dolores debe afrontar la ira de don Frigo, su celoso marido.
Lolita nace, don Frigo la rechaza y Dolores muere de dolor. Esteban es acusado de ser el causante de la muerte de Dolores y debido a esto es desterrado. Once años más tarde, Esteban vuelve con un camión lleno de electrodomésticos para desbancar al Rey del Frigorífico, limpiar su nombre y vengar su destierro. Lolita piensa que Esteban regresó por ella y que este es el fin de sus problemas: hasta hoy Lolita ha tenido que aguantar las humillaciones y los maltratos de su madrastra, doña Carmen, o “Carne”, como le dicen en el pueblo. Una mujer que embrujó a don Frigo a punta de bebedizos y que ocupó el lugar de Dolores apenas ésta murió.
Carmen y su familia siempre han alimentado la gran duda de don Frigo: que Lolita no es su hija y lo peor, que debido al extraño comportamiento de Dolores con Esteban, seguramente es hija de él. A pesar de lo que Lolita cree, sus problemas no terminan con el regreso de Esteban. Don Frigo se entera de las intenciones de Esteban y sentencia: o se va o muere. Pero en confusos hechos en los que Carmen intenta seducir a Esteban, Frigo los descubre y muere dejando a Lolita más sola y desamparada que nunca. Carmen y su familia (su madre Eva y sus hermanos Beto y Lalo) ven en la muerte de Frigo la oportunidad para quedarse con todo y deciden mandar a asesinar a Lolita. Pero la niña alcanza a huir y termina en el camión de Esteban, quien también huye tras ser acusado de la muerte de don Frigo. Así comienzan las correrías de Lolita y Esteban, por caminos lejanos a San Ventura, huyendo de los enemigos comunes.
De ser útil en los negocios, Lolita pasa a ser necesaria para Esteban, quien se da cuenta de que no puede seguir al lado de una niña que le despierta sentimientos tan confusos. Llega el momento de partir nuevamente. Esta vez la separación es de seis años, tiempo suficiente para que ella se haga mujer y el comprenda que Lolita es la única en su vida… pero quizás una mujer prohibida para él, pues su amor puede ser pecado.

## Reparto

##### Principal

###### En orden de aparición
| Actor/Actriz        | Personaje                                                                           |
| ------------------- | ----------------------------------------------------------------------------------- |
| Marcelo Cezán       | Esteban Buenahora                                                                   |
| Carla Giraldo       | Lolita Rengifo Collazos (adolescente)                                               |
| Manuela González /  | Lolita Rengifo Collazos (adulta) * Fue la voz en off de Lolita en la etapa inicial. |
| Germán Castelblanco | Rigoberto Rengifo † Édgar Rengifo                                                   |
| Jennifer Steffens   | Eva Bocanegra                                                                       |
| Marcela Gallego     | Carmen Bocanegra de Rengifo                                                         |
| Santiago Moure      | Wallberto 'Beto' Bocanegra                                                          |
| Julián Román        | Eulalio "Lalo" Bocanegra                                                            |
| Nórida Rodríguez    | Alicia Collazos                                                                     |
| Sandra Reyes        | Constanza Victoria "Connie"                                                         |
| Luis Eduardo Arango | Johnni 'Joni' Caicedo                                                               |
| Toto Vega           | Oscar 'Osquitar' Collazos                                                           |
| Zharick León        | Margarita "Margara"                                                                 |
| Juan Pablo Franco   | Iván Banderas                                                                       |
| Lucas Nieto         | Diego Mondragón (adulto)                                                            |

##### Secundario
La Tabla está en orden alfabético
| Actor/Actriz             | Personaje                            | Observación                                                                                               |
| ------------------------ | ------------------------------------ | --- |
| Alcira Gil               | Pureza                               | Esposa de Pedro                                                                                           |
| Beto Arango              | El Oso                               | Mejor amigo de Beto y matón amigo de los Bocanegra                                                        |
| Diana Galeano            | Lucy de Blandón                      | Esposa del comandante                                                                                     |
| Diego Vásquez            | Humberto Antonio Corredor Santofimio | Abogado de Joni Caicedo y pretendiente de Eva.                                                            |
| Eduardo Chavarro         | Pedro                                | Tendero de San Ventura                                                                                    |
| Humberto Arango          | Alirio " El Iluminado"               | Primer esposo de Eva y papá de Beto Supuestamente tiene capacidad de comunicarse con los extraterrestres. |
| Jimmy Vázquez            | Julián                               | |
| Jhon Bolívar             | Henry Blandón                        | Comandante de Policía de San Ventura                                                                      |
| John Jairo Jaimes        | Diego Mondragón                      | Etapa Adolescente                                                                                         |
| Julio Correal            | Doctor Neira                         | |
| Miguel Ángel Báes        | José María Mahecha "Pepito"          | Asistente de Joni Caicedo.                                                                                |
| Moisés Rivillas          | Moisés                               | Juez #2                                                                                                   |
| Valentina Rendón         | Sol Ángela Posada Jaramillo          | Mejor amiga de Lolita en su etapa adulta, aunque se conocieron en el internado.                           |
| Victor Hugo Cabrera      | Pacho Minguez                        | Socio de Connie en el balneario.                                                                          |
| Victor Hugo Trespalacios | Jairo Patiño "Rulos"                 | Un matón al servicio de Carmen pero que tras abandonarlo en la cárcel se hace amigo de Esteban Buenahora. |

##### Actuaciones especiales
| Actor/Actriz            | Personaje           | Observación           |
| ----------------------- | ------------------- | --------------------- |
| David Ramírez           | Jair                | Hermano de Sol Ángela |
| Gustavo Angarita Jr.    | William             | Hermano de Sol Ángela |
| María Fernanda Martínez | Dolores Collazos †  | Mamá de Lolita        |
| María Irene Toro        | Clemencia           | Directora Internado   |
| Paulo Sánchez Neira     |                     | Juez #1               |
| Rey Vásquez             |                     | Juez #3               |
| Yuri Pedraza            | Magdalena Mondragón | Mamá de Diego         |

## Polémica
La telenovela se transmitió en Nicaragua pero fue censurada porque según los padres de familia sus escenas retrataban la pedofilia.

## Premios

#### Premios India Catalina
| Año  | Categoría               | Artista         | Resultado |
| ---- | ----------------------- | --------------- | --------- |
| 2000 | Mejor actor Protagónico | Marcelo Cezán   | Ganador   |
| 2000 | Mejor actriz de Reparto | Marcela Gallego | Nominada  |

#### Premios TV y Novelas (Colombia)
| Año  | Categoría               | Nominado                | Resultado |
| ---- | ----------------------- | ----------------------- | --------- |
| 2000 | Mejor telenovela        | Mejor telenovela        |           |
| 2000 | Mejor actor Protagónico | Marcelo Cezán           | Nominado  |
| 2000 | Mejor actriz de Reparto | Marcela Gallego         | Ganadora  |
| 2000 | Mejor actor de Reparto  | Luis Eduardo Arango     | Ganador   |
| 2000 | Mejor actriz revelación | Carla Giraldo           | Ganadora  |
| 2000 | Mejor tema musical      | La Quiero a Morir (DLG) | Nominado  |